# Call of Duty: Finest Hour
Call of Duty: Finest Hour (с англ. — «Зов долга: Звёздный час») — видеоигра в жанре шутера от первого лица для игровых консолей Xbox, PlayStation 2 и GameCube. Разработчиками игры является компания Spark Unlimited, а издателем — Activision. Основан на оригинальной Call of Duty для PC, но с совершенно новой историей. Музыку к игре сочинил Майкл Джаккино.

## Мультиплеер
В версии игры для GameCube нет мультиплеера. В Xbox имеется возможность игры по Xbox Live одновременно с 32 игроками. В версии для PlayStation 2 можно одновременно играть с 16 игроками.

## Оценки
| Сводный рейтинг    | Сводный рейтинг | Сводный рейтинг | Сводный рейтинг |
| Издание            | Оценка          | Оценка          | Оценка          |
| Издание            | GC              | PS2             | Xbox            |
| ------------------ | --------------- | --------------- | --------------- |
| GameRankings       | 75,82 %         | 77,15 %         | 73,21 %         |
| Metacritic         | 74/100          | 76/100          | 73/100          |
| Иноязычные издания |                 |                 |                 |
| Издание            | Оценка          | Оценка          | Оценка          |
| Издание            | GC              | PS2             | Xbox            |
| IGN                | 7,0/10          | 7,3/10          | 7,3/10          |

Игра получила сдержанные отзывы критиков.

## Награды
Call of Duty: Finest Hour получила премию BAFTA в области игр 2005 года в номинации «Audio Achievement».